# Solar Ark
A Solar Ark, egy 5000 napelem egységgel borított erőmű, oktatóközpont Japánban, Gifu városában.
Az épület 315 méter hosszú, éves szinten 500 000 kWh elektromos áramot termel. Helyet kapott benne egy laboratórium, rendezvényterem, kávézó és a szoláris technológiák múzeuma.